# ماریو شنبرگ
 ماریو شنبرگ (انگلیسی: Mário Schenberg؛ زاده ۲ ژوئیهٔ ۱۹۱۴ – درگذشته ۱۰ نوامبر ۱۹۹۰) یک دانشمند اهل برزیل بود.